# Mennonitenkirche Friedrichstadt

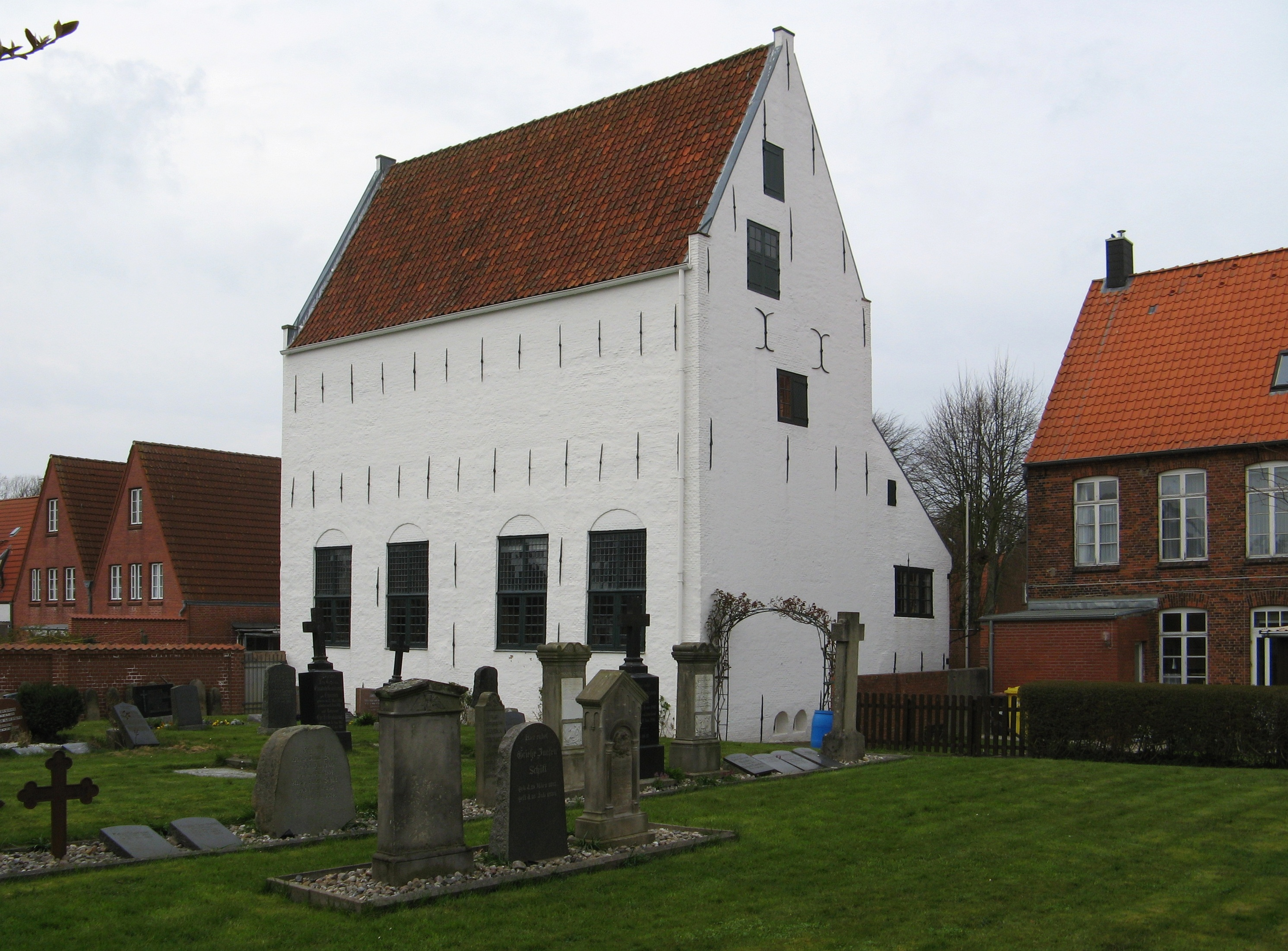
Mennonitenkirche mit Friedhof

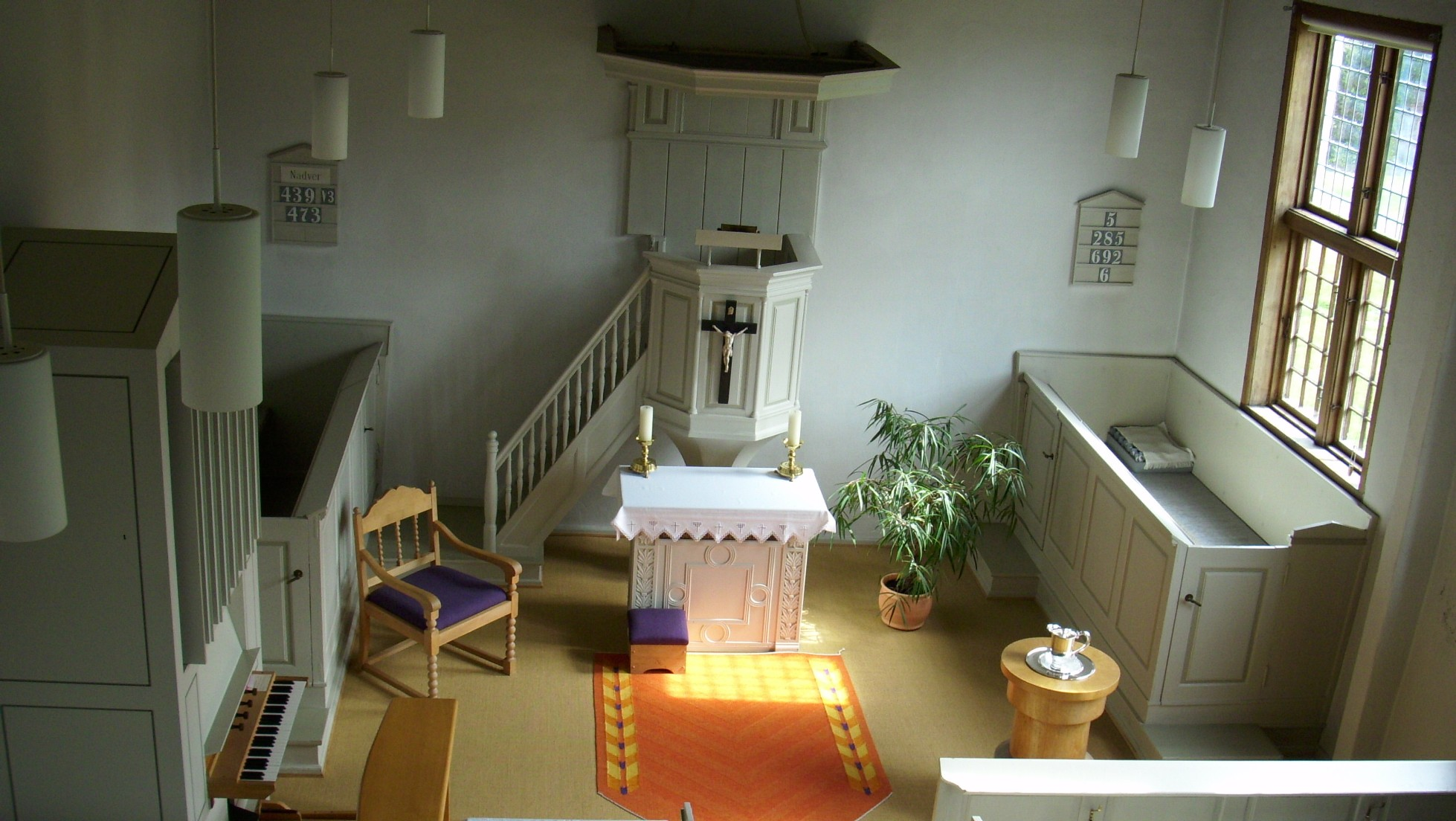
Innenraum (Betsaal)

Die Mennonitenkirche (dänisch: Mennonitterkirken) im schleswigschen Friedrichstadt besteht als Anbau an das Stadtmuseum Alte Münze. Die am Mittelburgwall gelegene Kirche wird heute auch von der dänischen Gemeinde genutzt. Direkt neben der Kirche befindet sich ein mennonitischer Friedhof.

## Gemeinde
Bereits zwei Jahre nach Gründung des Ortes durch den gottorfschen Herzog Friedrich III. im Jahre 1621 siedelten sich Mennoniten in der Stadt an. Sie kamen als Glaubensflüchtlinge aus den Niederlanden und zum Teil aus dem nahen Eiderstedt, wo schon seit 1560 Gemeinden bestanden (vgl. Täufer auf Eiderstedt). Zusammen mit lutherischen Protestanten, Remonstranten, Katholiken und Juden bildeten sie die neue Einwohnerschaft und machten Friedrichstadt früh zu einem Ort religiöser Toleranz in einem sonst rein lutherischen Umfeld.
Die Friedrichstädter Mennoniten bildeten jeweils eine hochdeutsche, waterländische, flämische und friesische Gemeinde, die autonom voneinander wirkten. Anders als die Remonstranten besaßen sie in den ersten Jahren keine eigene Kirche. Die Versammlungen fanden privat statt. Die Friedrichstädter Mennoniten arbeiteten vor allem als Händler und Handwerker. Zu Beginn des 18. Jahrhunderts wurde ihre Zahl auf 400 geschätzt, was etwa 20 % der Einwohnerschaft ausmachte. Als sich die vier Gemeinden 1708 zu einer Gesamtgemeinde vereinigten, kauften sie das Speicherhaus Alte Münze und etablierten in einem Seitenbau die Mennonitenkirche. Noch im 18. Jahrhundert wurde hier auf Niederländisch gepredigt.

## Kirche
Die Kirche ist als schlichte mennonitische Predigtkirche mit einer zentralen Kanzel konzipiert worden. Sie hat weder Kirchturm, Kirchenglocke oder bildliche Ausschmückungen. Heute wird die Kirche im Sinne einer Simultankirche auch von der lutherischen dänischen Gemeinde genutzt. Seitdem befinden sich auch ein Kruzifix und ein Altar im Raum, die sonst in mennonitischen Kirchen nicht üblich sind. Eine Pastorentafel über dem kleinen Taufbecken gibt Aufschluss über die bisher am Ort gewirkt habenden dänischen Pastoren.
Im Innenraum befinden sich heute zwei Orgeln. Die aus dem Jahr 1852 stammende Orgel auf der Empore kann heute nicht mehr benutzt werden. Diese Orgel wurde 1831 als Schulorgel in Koldenbüttel erbaut und enthält möglicherweise Pfeifen der ehemaligen Orgel der St.-Pauli-Kirche in Hamburg-Altona, die 1718–1721 von Otto Diedrich Richborn, einem ehemaligen Mitarbeiter Arp Schnitgers gebaut wurde.
Neben dem Eingang zur Kirche befindet sich das Kamertje genannte Vorsteherzimmer der Gemeinde. Auch wenn die Alte Münze und Mennonitenkirche miteinander verbunden sind, ist die Kirche jedoch zu einem deutlich späteren Zeitpunkt entstanden als die im Stil der niederländischen Renaissance entstandene Alte Münze. Die Kirche ist mehrmals restauriert worden. Die aktuelle Ausgestaltung des Kirchenraumes entspricht dem Stand des 19. Jahrhunderts.
In einem Backsteingebäude direkt neben der Kirche befand sich früher Schule und Pastorat der Gemeinde. Heute wird die etwa 30 Köpfe umfassende Gemeinde von Pastoren aus Hamburg-Altona aus betreut. Die dänische Gemeinde teilt sich eine Pfarrstelle mit der dänischen Gemeinde in Husum und hält noch jeden Sonntag Gottesdienste in dänischer Sprache ab.

## Friedhof

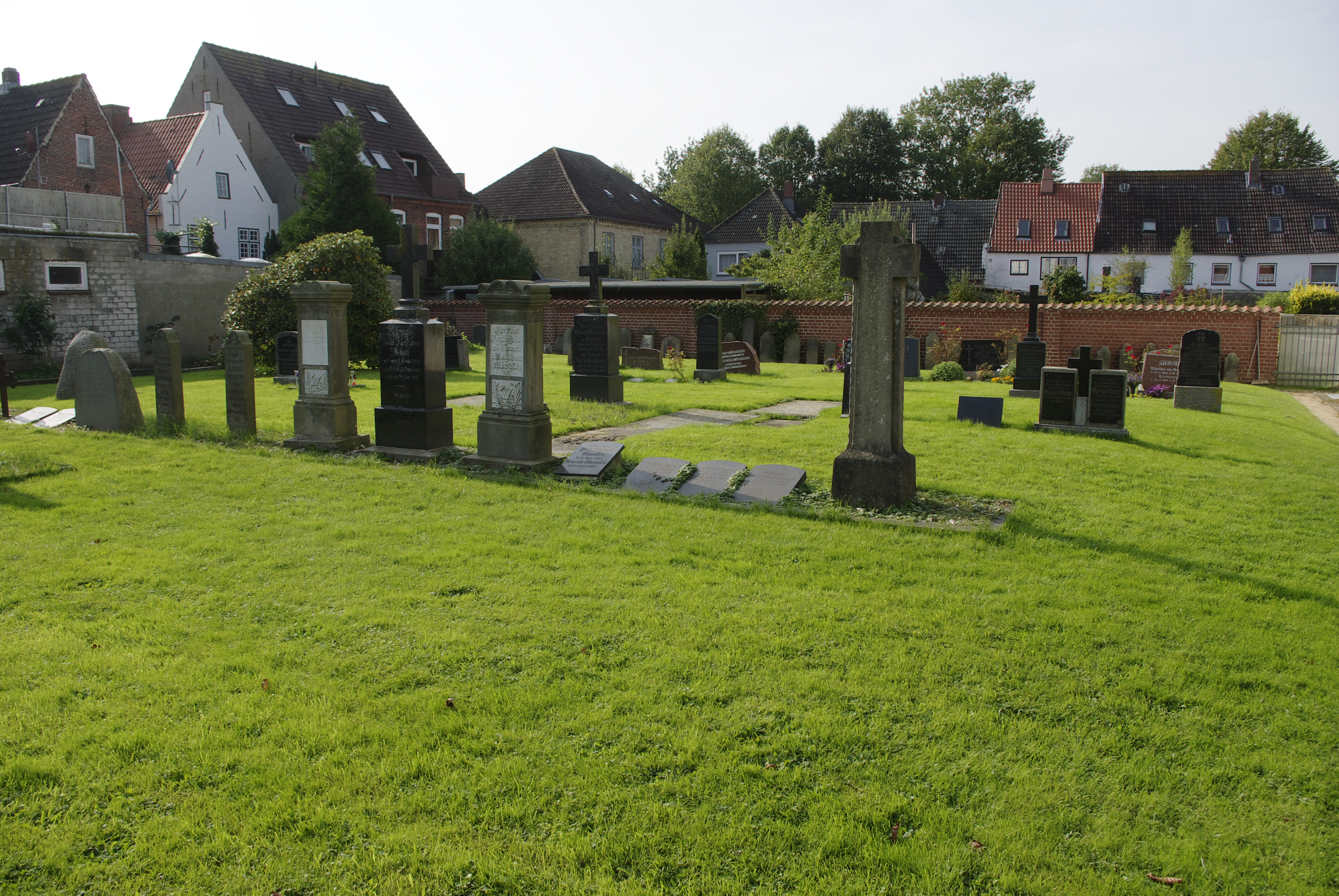
Friedhof

Hinter der Kirche befindet sich der mennonitische Friedhof, auf dem sich noch viele Grabsteine aus dem frühen 18. Jahrhundert befinden. Im Museum in der Alten Münze ist ein Beerdigungsbuch der Gemeinde aus dem 18. Jahrhundert einsehbar. Der mennonitische Friedhof wird auch heute noch genutzt.